# 瓦善水库
瓦善水库是中国山东省烟台市牟平区境内的一座水库，位于黄垒河上游，建于1977年。水库正常库容为290万立方米，平均水深为2.40米，集雨面积为35平方千米，海拔为106.5米。